# Katsutomo Kaneishi
Katsutomo Kaneishi (jap. 金石 勝智, Kaneishi Katsutomo; * 21. November 1968 in der Präfektur Osaka) ist ein ehemaliger japanischer Autorennfahrer.

## Karriere
Kaneishi begann seine Karriere im Motorsport 1989 in der japanischen Formel-3-Meisterschaft. Auf einem Ralt RT33 wurde er am Ende des Jahres mit 18 Punkten Fünfter in der Meisterschaft. Obwohl er 1990 schon Rennen zur japanischen Formel-3000-Meisterschaft bestritt, blieb er in der Formel 3 und wurde 1991 nach zwei Saisonsiegen Meisterschaftszweiter.
Ab 1992 fuhr er regelmäßig in der japanischen Tourenwagen-Meisterschaft und stieg 1998 in die Super GT um. Über Jahre konnte er sich in der populären GT-Meisterschaft immer im Spitzenfeld platzieren. 2003 wurde er Gesamtdritter. Auch in der Formel Nippon konnte er Rennsiege feiern und im Jahre 2000 holte er sich auf einem Honda NSX einen Klassensieg beim 1000-km-Rennen von Suzuka.
In Deutschland wurde der Japaner 2003 bekannt, als er für Persson Motorsport in die DTM einstieg. Mit dem Mercedes-Benz CLK DTM konnte er sich gegen seine Konkurrenten aber nicht durchsetzen und verließ die Serie am Saisonende ohne zählbares Ergebnis.
2004 gab er für Racing for Holland sein Debüt beim 24-Stunden-Rennen von Le Mans und fährt nach dem Intermezzo in der DTM wieder in der japanischen GT-Meisterschaft.

## Statistik

### Le-Mans-Ergebnisse
| Jahr | Team                     | Fahrzeug  | Teamkollege | Teamkollege   | Platzierung | Ausfallgrund    |
| ---- | ------------------------ | --------- | ----------- | ------------- | ----------- | --------------- |
| 2004 | Racing for Holland       | Dome S101 | Jan Lammers | Chris Dyson   | Rang 7      |                 |
| 2005 | Jim Gainer International | Dome S101 | Seiji Ara   | Ryō Michigami | Ausfall     | Getriebeschaden |

### Einzelergebnisse in der Sportwagen-Weltmeisterschaft
| Saison | Team          | Rennwagen    | 1   | 2   | 3   | 4   | 5   | 6   |
| ------ | ------------- | ------------ | --- | --- | --- | --- | --- | --- |
| 1992   | From A Racing | Nissan R91CK | MON | SIL | LEM | DON | SUZ | MAG |
| 1992   | From A Racing | Nissan R91CK |     | 4   |     |     |     |     |

### Einzelergebnisse in der DTM
| Saison | Team               | Hersteller | 1   | 2   | 3   | 4   | 5   | 6   | 7   | 8   | 9   | 10  | Punkte | Rang |
| ------ | ------------------ | ---------- | --- | --- | --- | --- | --- | --- | --- | --- | --- | --- | ------ | ---- |
| 2003   | Persson Motorsport | Mercedes   | HO1 | ADR | NÜ1 | LAU | NOR | DON | NÜ2 | SPI | ZAN | HO2 | –      | —    |
| 2003   | Persson Motorsport | Mercedes   | 19  | 14  | 19  | 17  | 17  | DNF | 16  | 17  | 18  | 16  | –      | —    |

| Legende  | Legende            | Legende                                                          |
| Farbe    | Abkürzung          | Bedeutung                                                        |
| -------- | ------------------ | ---------------------------------------------------------------- |
| Gold     | –                  | Sieg                                                             |
| Silber   | –                  | 2. Platz                                                         |
| Bronze   | –                  | 3. Platz                                                         |
| Grün     | –                  | Platzierung in den Punkten                                       |
| Blau     | –                  | Klassifiziert außerhalb der Punkteränge                          |
| Violett  | DNF                | Rennen nicht beendet (did not finish)                            |
| Violett  | NC                 | nicht klassifiziert (not classified)                             |
| Rot      | DNQ                | nicht qualifiziert (did not qualify)                             |
| Rot      | DNPQ               | in Vorqualifikation gescheitert (did not pre-qualify)            |
| Schwarz  | DSQ                | disqualifiziert (disqualified)                                   |
| Weiß     | DNS                | nicht am Start (did not start)                                   |
| Weiß     | WD                 | zurückgezogen (withdrawn)                                        |
| Hellblau | PO                 | nur am Training teilgenommen (practiced only)                    |
| Hellblau | TD                 | Freitags-Testfahrer (test driver)                                |
| ohne     | DNP                | nicht am Training teilgenommen (did not practice)                |
| ohne     | INJ                | verletzt oder krank (injured)                                    |
| ohne     | EX                 | ausgeschlossen (excluded)                                        |
| ohne     | DNA                | nicht erschienen (did not arrive)                                |
| ohne     | C                  | Rennen abgesagt (cancelled)                                      |
| ohne     | keine WM-Teilnahme |                                                                  |
| sonstige | P/fett             | Pole-Position                                                    |
| sonstige | 1/2/3/4/5/6/7/8    | Punktplatzierung im Sprint-/Qualifikationsrennen                 |
| sonstige | SR/kursiv          | Schnellste Rennrunde                                             |
| sonstige | *                  | nicht im Ziel, aufgrund der zurückgelegten Distanz aber gewertet |
| sonstige | ()                 | Streichresultate                                                 |
| sonstige | unterstrichen      | Führender in der Gesamtwertung                                   |